# Matatiasz Hasmoneusz
Matatiasz Hasmoneusz (hebr. ‏מתתיהו‎, Matitjahu; zm. 166 p.n.e.) – kapłan żydowski, inicjator wybuchu powstania Machabeuszy. Gdy Seleucydzi rozkazali Żydom składanie ofiar bogom greckim, Matatiasz własnoręcznie zabił Żyda, który chciał to zrobić, wywołując falę niepokojów w Jerozolimie, zakończoną wybuchem powstania. Opisywany w 1 Księdze Machabejskiej. Ojciec m.in. Judy Machabeusza, Jonatana i Szymona.

## Życiorys
W grudniu 167 p.n.e. na polecenie syryjskiego króla Antiocha IV Epifanesa w Świątyni Jerozolimskiej postawiono ołtarz Zeusa Olimpijskiego. Wywołało to oburzenie wśród Żydów. Gdy przy ołtarzu w Modin pewien Judejczyk chciał złożyć ofiarę zgodnie z królewskim dekretem, został zamordowany przez Matatiasza.
Wtedy też Matatiasz zaczął w mieście wołać donośnym głosem: «Niech idzie za mną każdy, kto płonie gorliwością o Prawo i obstaje za przymierzem». (1 Księga Machabejska 2, 27)
Po tym incydencie Matatiasz wraz z synami zbiegł w góry, pozostawiając cały dobytek w Modin. Z czasem przyłączyli się do nich asydejczycy. Obchodząc wszystkie miejscowości rozwalali ołtarze oraz obrzezywali nieobrzezane dzieci. Przed śmiercią wyznaczył na przywódcę wojska trzeciego ze swoich synów, Judę. Matatiasz został pochowany w Modin.

## Życie prywatne
Był synem Jana, syna Symeona, kapłana z pokolenia Joaariba. Mieszkał w Modin.
Synami Matatiasza byli:
- Jan zwany Gaddi,
- Szymon zwany Tassi,
- Juda Machabeusz,
- Eleazar zwany Auaran,
- Jonatan zwany Apfus.